# Dieter Riedel
Dieter Riedel (ur. 16 września 1947 w Gröditz) – piłkarz niemiecki grający na pozycji napastnika. W swojej karierze rozegrał 4 mecze w reprezentacji Niemieckiej Republiki Demokratycznej.

## Kariera klubowa
Swoją karierę piłkarską Riedel rozpoczął w klubie BSG Stahl Gröditz. W 1967 roku został zawodnikiem Dynama Drezno i w sezonie 1967/1968 zadebiutował w jego barwach w DDR-Oberlidze. Wraz z zespołem z Dreznawywalczył pięć tytułów mistrza Niemieckiej Republiki Demokratycznej w sezonach 1970/1971, 1972/1973, 1975/1976, 1976/1977 i 1977/1978. Zdobył też dwa Puchary Niemieckiej Republiki Demokratycznej w sezonach 1970/1971 i 1976/1977. W Dynamie grał do końca swojej kariery czyli do końca sezonu 1980/1981. W zespole Dynama rozegrał 227 ligowych meczów i strzelił 29 bramek.
| Sezon   | Klub          | Kraj | Rozgrywki    | Mecze | Bramki |
| ------- | ------------- | ---- | ------------ | ----- | ------ |
| 1967/68 | Dynamo Drezno | NRD  | DDR-Oberliga | 13    | 0      |
| 1968/69 | Dynamo Drezno | NRD  | DDR-Oberliga | 13    | 0      |
| 1969/70 | Dynamo Drezno | NRD  | DDR-Oberliga | 15    | 3      |
| 1970/71 | Dynamo Drezno | NRD  | DDR-Oberliga | 19    | 6      |
| 1971/72 | Dynamo Drezno | NRD  | DDR-Oberliga | 10    | 2      |
| 1972/73 | Dynamo Drezno | NRD  | DDR-Oberliga | 22    | 4      |
| 1973/74 | Dynamo Drezno | NRD  | DDR-Oberliga | 19    | 3      |
| 1974/75 | Dynamo Drezno | NRD  | DDR-Oberliga | 19    | 5      |
| 1975/76 | Dynamo Drezno | NRD  | DDR-Oberliga | 26    | 7      |
| 1976/77 | Dynamo Drezno | NRD  | DDR-Oberliga | 18    | 3      |
| 1977/78 | Dynamo Drezno | NRD  | DDR-Oberliga | 18    | 6      |
| 1978/79 | Dynamo Drezno | NRD  | DDR-Oberliga | 22    | 9      |
| 1979/80 | Dynamo Drezno | NRD  | DDR-Oberliga | 9     | 1      |
| 1980/81 | Dynamo Drezno | NRD  | DDR-Oberliga | 1     | 0      |

## Kariera reprezentacyjna
W reprezentacji Niemieckiej Republiki Demokratycznej Riedel zadebiutował 27 marca 1974 roku w wygranym 1:0 towarzyskim meczu z Czechosłowacją, rozegranym w Dreźnie. W 1976 roku zdobył złoty medal na Igrzyskach Olimpijskich w Montrealu. W kadrze narodowej od 1974 do 1978 roku rozegrał 4 mecze.